# Ronde van Frankrijk 2008/Zevende etappe
De zevende etappe van de Ronde van Frankrijk 2008 werd verreden op 11 juli 2008 over een afstand van 159 kilometer tussen Brioude en Aurillac. Het was de tweede van twee heuvelritten in het Centraal Massief. Op de route lagen twee cols van de 2e categorie: de Col d'Entremont en de Col de Peyrol (Monts du Cantal).

## Verloop
De renners vertrokken vanuit Brioude om tien over een. Christophe Moreau en William Frischkorn probeerden meteen te ontsnappen, maar het peloton liet niet begaan. Na een half uur koers kozen vijf renners het hazepad: José Iván Gutiérrez, Manuel Quinziato, José Luis Arrieta, Jérôme Pineau en Arnaud Gérard, maar ze kregen niet meer dan een halve minuut en werden weer gegrepen. Na de eerste tussensprint gingen Jens Voigt, Carlos Barredo, Xavier Florencio, Ronny Scholz en David Millar ervan door, even verder kregen ze het gezelschap Benoît Vaugrenard. Plotseling was er opschudding door een val, maar er waren geen grote slachtoffers. Wel stond bijna heel het peloton te voet door de val, behalve een kleine groep renners die er nog kon aan ontsnappen.
Achter de vijf leiders volgde dus een groep van 24 renners, met onder andere Kim Kirchen, Cadel Evans, Alejandro Valverde en Denis Mensjov, en daarachter het grote peloton. Op het moment dat de vijf leiders gegrepen werden door de eerste groep, demarreerde Luis León Sánchez, maar Team CSC - Saxo Bank zette zich op kop van de groep van 24 en bracht Sánchez weer terug. Team CSC - Saxo Bank zette door, want hun drie kopmannen (Carlos Sastre en Fränk en Andy Schleck) zaten vooraan. Bij de tweede tussensprint had de eerste groep 45 seconden voorsprong op de eerste achtervolgers. Na een kilometerslange achtervolging kwam de achtervolgende groep, met als belangrijkste naam Damiano Cunego, toch weer aansluiten.
Josep Jufré en opnieuw Luis León Sánchez sprongen weg uit het peloton, David de la Fuente en Vincenzo Nibali waagden even later de sprong naar de twee koplopers. De mannen van Team Columbia lieten begaan, toch kregen de leiders maximum maar 2 minuten. Christophe Le Mével ging op zoek naar de leiders, maar zijn poging duurde niet lang. Op de voorlaatste klim (tweede categorie) demarreerde Mikel Astarloza: op de top had hij nog een achterstand van 50 seconden, het peloton volgde op anderhalve minuut. In de afdaling, op zo'n 25 kilometer van de streep, werd hij weer gegrepen.
De vier leiders begonnen met iets meer dan een halve minuut voorsprong aan de laatste klim en waren dus al bij voorbaat kansloos. Stefan Schumacher sprong weg uit het peloton op een kilometer van de top, en Óscar Pereiro schoof mee in het wiel. Roman Kreuziger en Leonardo Piepoli kwamen ook aansluiten. Vooraan sprong David de la Fuente weg van de drie andere leiders in het zicht van de top: hij kwam als eerste boven en zo was hij zeker van de bolletjestrui. Het peloton stelde orde op zaken: op vijf kilometer van de aankomst kwam alles weer samen.
In de afdaling, op zo'n vier kilometer van het einde, sprong opnieuw Luis León Sánchez weg. Schumacher reageerde, maar Óscar Pereiro en Alejandro Valverde, ploegmaats van Sánchez, stopten voortreffelijk af. Liquigas zette zich dan maar op kop van het peloton, want Filippo Pozzato was misschien wel de snelste van het peloton, maar ze kwamen te laat. Sánchez werd de verdiende winnaar, Schumacher won de sprint voor de tweede plaats.
Tijdens de etappe zijn vier renners afgestapt. Voor de Fransen Christophe Moreau, John Gadret en Lilian Jégou en de Italiaan Mauro Facci zit de Ronde van Frankrijk erop. In de achtste etappe zal ook Magnus Bäckstedt niet mogen starten, hij finishte buiten de tijdslimiet.

### Tussensprints
| Tussensprint Saint-Flour na 46,5 km |               |        |
| Plaats                              | Naam          | Punten |
| Winnaar                             | Robert Hunter | 6      |
| 2                                   | Óscar Freire  | 4      |
| 3                                   | Robbie McEwen | 2      |

| Tussensprint Paulhac na 74 km |                   |        |
| Plaats                        | Naam              | Punten |
| Winnaar                       | Óscar Freire      | 6      |
| 2                             | Kim Kirchen       | 4      |
| 3                             | Volodymyr Hoestov | 2      |

| Tussensprint Saint-Simon na 148 km |                    |        |
| Plaats                             | Naam               | Punten |
| Winnaar                            | Josep Jufré        | 6      |
| 2                                  | Vincenzo Nibali    | 4      |
| 3                                  | David de la Fuente | 2      |

### Bergsprints
| Beklimming Côte de Fraisse na 11 km | Beklimming Côte de Fraisse na 11 km | Beklimming Côte de Fraisse na 11 km | 3e cat. 4,5 km à 4,4 % | 3e cat. 4,5 km à 4,4 % |
| Plaats                              | Naam                                | Naam                                | Punten                 |                        |
| Winnaar                             | David Millar                        | David Millar                        | 4                      |                        |
| 2                                   | Sandy Casar                         | Sandy Casar                         | 3                      |                        |
| 3                                   | David Moncoutié                     | David Moncoutié                     | 2                      |                        |
| 4                                   | Bram Tankink                        | Bram Tankink                        | 1                      |                        |

| Beklimming Côte de Villedieu na 52 km | Beklimming Côte de Villedieu na 52 km | Beklimming Côte de Villedieu na 52 km | 4e cat. 3,4 km à 4,4 % | 4e cat. 3,4 km à 4,4 % |
| Plaats                                | Naam                                  | Naam                                  | Punten                 |                        |
| Winnaar                               | Jens Voigt                            | Jens Voigt                            | 3                      |                        |
| 2                                     | Ronny Scholz                          | Ronny Scholz                          | 2                      |                        |
| 3                                     | David Millar                          | David Millar                          | 1                      |                        |

| Beklimming Col d'Entremont na 101,5 km | Beklimming Col d'Entremont na 101,5 km | Beklimming Col d'Entremont na 101,5 km | 2e cat. 6,5 km à 4,7 % | 2e cat. 6,5 km à 4,7 % |
| Plaats                                 | Naam                                   | Naam                                   | Punten                 |                        |
| Winnaar                                | David de la Fuente                     | David de la Fuente                     | 10                     |                        |
| 2                                      | Josep Jufré                            | Josep Jufré                            | 9                      |                        |
| 3                                      | Luis León Sánchez                      | Luis León Sánchez                      | 8                      |                        |
| 4                                      | Vincenzo Nibali                        | Vincenzo Nibali                        | 7                      |                        |
| 5                                      | Christophe Le Mével                    | Christophe Le Mével                    | 6                      |                        |
| 6                                      | Kanstantsin Siwtsow                    | Kanstantsin Siwtsow                    | 5                      |                        |

| Beklimming Pas de Peyrol (Puy Mary) na 117 km | Beklimming Pas de Peyrol (Puy Mary) na 117 km | Beklimming Pas de Peyrol (Puy Mary) na 117 km | 2e cat. 7,8 km à 6,2 % | 2e cat. 7,8 km à 6,2 % |
| Plaats                                        | Naam                                          | Naam                                          | Punten                 |                        |
| Winnaar                                       | David de la Fuente                            | David de la Fuente                            | 10                     |                        |
| 2                                             | Josep Jufré                                   | Josep Jufré                                   | 9                      |                        |
| 3                                             | Luis León Sánchez                             | Luis León Sánchez                             | 8                      |                        |
| 4                                             | Vincenzo Nibali                               | Vincenzo Nibali                               | 7                      |                        |
| 5                                             | Mikel Astarloza                               | Mikel Astarloza                               | 6                      |                        |
| 6                                             | Kanstantsin Siwtsow                           | Kanstantsin Siwtsow                           | 5                      |                        |

| Beklimming Côte de Saint-Jean-de-Donne na 150 km | Beklimming Côte de Saint-Jean-de-Donne na 150 km | Beklimming Côte de Saint-Jean-de-Donne na 150 km | 3e cat. 1,7 km à 9,9 % | 3e cat. 1,7 km à 9,9 % |
| Plaats                                           | Naam                                             | Naam                                             | Punten                 |                        |
| Winnaar                                          | David de la Fuente                               | David de la Fuente                               | 4                      |                        |
| 2                                                | Luis León Sánchez                                | Luis León Sánchez                                | 3                      |                        |
| 3                                                | Óscar Pereiro                                    | Óscar Pereiro                                    | 2                      |                        |
| 4                                                | Leonardo Piepoli                                 | Leonardo Piepoli                                 | 1                      |                        |

## Uitslag
| rang | renner                | land             | ploeg                  | tijd       |
| ---- | --------------------- | ---------------- | ---------------------- | ---------- |
| 1    | Luis León Sánchez     | Spanje           | Caisse d'Epargne       | 3u 52' 53" |
| 2    | Stefan Schumacher     | Duitsland        | Team Gerolsteiner      | op 6"      |
| 3    | Filippo Pozzato       | Italië           | Liquigas               | z.t.       |
| 4    | Kim Kirchen           | Luxemburg        | Team Columbia          | z.t.       |
| 5    | Alejandro Valverde    | Spanje           | Caisse d'Epargne       | z.t.       |
| 6    | Óscar Pereiro         | Spanje           | Caisse d'Epargne       | z.t.       |
| 7    | Samuel Sánchez        | Spanje           | Euskaltel-Euskadi      | z.t.       |
| 8    | Josep Jufré           | Spanje           | Saunier Duval          | z.t.       |
| 9    | Christian Vande Velde | Verenigde Staten | Team Garmin - Chipotle | z.t.       |
| 10   | Andy Schleck          | Luxemburg        | Team CSC - Saxo Bank   | z.t.       |

## Algemeen klassement
| rang | renner                | land                | ploeg                  | tijd        |
| ---- | --------------------- | ------------------- | ---------------------- | ----------- |
|      | Kim Kirchen           | Luxemburg           | Team Columbia          | 28u 23' 40" |
| 2    | Cadel Evans           | Australië           | Silence-Lotto          | op 6"       |
| 3    | Stefan Schumacher     | Duitsland           | Team Gerolsteiner      | op 16"      |
| 4    | Christian Vande Velde | Verenigde Staten    | Team Garmin - Chipotle | op 44"      |
| 5    | Denis Mensjov         | Rusland             | Rabobank               | op 1' 03"   |
| 6    | Alejandro Valverde    | Spanje              | Caisse d'Epargne       | op 1' 12"   |
| 7    | David Millar          | Verenigd Koninkrijk | Team Garmin - Chipotle | op 1' 14"   |
| 8    | Stijn Devolder        | België              | Quickstep              | op 1' 21"   |
| 9    | Óscar Pereiro         | Spanje              | Caisse d'Epargne       | z.t.        |
| 10   | Thomas Lövkvist       | Zweden              | Team Columbia          | z.t.        |

## Strijdlustigste renner
| renner            | land   | ploeg            |
| ----------------- | ------ | ---------------- |
| Luis León Sánchez | Spanje | Caisse d'Epargne |

## Nevenklassementen

### Puntenklassement
| rang | renner       | land      | ploeg           | punten |
| ---- | ------------ | --------- | --------------- | ------ |
|      | Kim Kirchen  | Luxemburg | Team Columbia   | 119    |
| 2    | Óscar Freire | Spanje    | Rabobank        | 95     |
| 3    | Thor Hushovd | Noorwegen | Crédit Agricole | 88     |

### Bergklassement
| rang | renner             | land      | ploeg            | punten |
| ---- | ------------------ | --------- | ---------------- | ------ |
|      | David de la Fuente | Spanje    | Saunier Duval    | 28     |
| 2    | Sylvain Chavanel   | Frankrijk | Caisse d'Epargne | 27     |
| 3    | Thomas Voeckler    | Frankrijk | Bouygues Télécom | 27     |

### Jongerenklassement
| rang | renner          | land      | ploeg                | tijd        |
| ---- | --------------- | --------- | -------------------- | ----------- |
|      | Thomas Lövkvist | Zweden    | Team Columbia        | 28u 25' 01" |
| 2    | Andy Schleck    | Luxemburg | Team CSC - Saxo Bank | op 37"      |
| 3    | Maxime Monfort  | België    | Cofidis              | op 46"      |

### Ploegenklassement
| rang | ploeg                | land             | tijd        |
| ---- | -------------------- | ---------------- | ----------- |
|      | Team CSC - Saxo Bank | Denemarken       | 85u 13' 26" |
| 2    | Team Columbia        | Verenigde Staten | op 2' 52"   |
| 3    | Caisse d'Epargne     | Spanje           | op 3' 29"   |